# SV Kaiserwald Riga
El SV Kaiserswald (en alemany) o Ķeizarmežs (en letó) fou club de futbol letó de la ciutat de Riga.

## Història
Va ser fundat el 1909 per la comunitat alemanya de Riga. Fou un dels clubs inaugurals de la primera lliga de Riga el 1910. El 1922 guanyà el seu primer campionat letó, títol que repetí el 1923. El 1934 desaparegué.

## Palmarès
- Lliga letona de futbol:[2]
  - 1922, 1923
- Copa letona de futbol:[3]
  - 1912, 1913